# 289121 Druskininkai
289121 Druskininkai è un asteroide della fascia principale. Scoperto nel 2004, presenta un'orbita caratterizzata da un semiasse maggiore pari a 2,3788570 au e da un'eccentricità di 0,1010026, inclinata di 6,79049° rispetto all'eclittica.